# Главаци
Главаци (болг. Главаци) — село в Болгарии. Находится в Врачанской области, входит в общину Криводол. Население составляет 240 человек.

## Политическая ситуация
В местном кметстве Главаци, в состав которого входит Главаци, должность кмета (старосты) исполняет Светлин Илиев Якимов (Болгарская социалистическая партия (БСП)) по результатам выборов.
Кмет (мэр) общины Криводол — Николай Георгиев Иванов (Болгарская социалистическая партия (БСП)) по результатам выборов.